# Doyline
Doyline is een plaats (village) in de Amerikaanse staat Louisiana, en valt bestuurlijk gezien onder Webster Parish.

## Demografie
Bij de volkstelling in 2000 werd het aantal inwoners vastgesteld op 841.
In 2006 is het aantal inwoners door het United States Census Bureau geschat op 831, een daling van 10 (-1,2%).

## Geografie
Volgens het United States Census Bureau beslaat de plaats een oppervlakte van
8,6 km², geheel bestaande uit land. Doyline ligt op ongeveer 69 m boven zeeniveau.

## Plaatsen in de nabije omgeving
De onderstaande figuur toont nabijgelegen plaatsen in een straal van 16 km rond Doyline.